# كوهه الأولى (جهاد)
كوهه الأولى (بالفارسية: کوهه یک) هي قرية تقع في إيران في قسم جهاد الريفي. يقدر عدد سكانها بـ 145 نسمة بحسب إحصاء 2016.